# Terra Tolis
Terra Tolis je predio u Bosni i Hercegovini. Plodna je i plavna ravnica. 
Omeđena je rijekama Savom, Bosnom, Tinjom i planinom na jugu do Spreče. Prostrana ravnica proteže se s obje strane rijeke Tolise.
U povijesti se prvi put spominje 1244., kad hrvatsko-ugarski kralj Bela IV. plavnu ravnicu rijeke Tolise (Terru Tolis) je darovao đakovačkom biskupu radi osnivanja hrvatske katoličke župe. Ravnica je bila čestim poprištem bojevanja, naselja su zaredom paljena i do ognjišta uništavana, ali su uvijek iznova iz blata ustajala. Tijekom sedam i pol stoljeća na ovom prostoru promijenilo se više od deset država.
Prva škola za pučko obrazovanje u cijeloj Bosni i Hercegovini dok je još bila pod osmanskom vlašću osnovana je u Tolisi 1823. prema zamisli fra Ilije Starčevića. Također je jedna od prvih i najveća zidana crkva u BiH pod Osmanlijama sagrađena je u središtu župe Tolisa. Sagrađena je uz službenu osmansko dopuštenje (ferman), a u organizaciji fra Martina Nedića, velikog hrvatskog ilirskog književnika. Nešto poslije sagrađen je veliki slavni samostan s neprocjenjivom vrijednošću muzeja i knjižnice. U Terri Tolis prva udruga za zaštitu zemljoradnika "Zadruga Orašje" osnovana je u Tolisi 1904., kao i prvo kinološko društvo. Kulturno-umjetničko društvo "Kralj Tomislav" osnovano je 1927. godine. godine.

## Vanjske poveznice
- Forum Terra Tolise Zemljovid